# Roger Bamburak
Roger Michael Bamburak (né le 28 décembre 1946 à Winnipeg, dans la province du Manitoba au Canada) est un joueur canadien de hockey sur glace.

## Statistiques
| Saison  | Équipe                       | Ligue |    | Saison régulière | Saison régulière | Saison régulière | Saison régulière | Saison régulière |   | Séries éliminatoires | Séries éliminatoires | Séries éliminatoires | Séries éliminatoires | Séries éliminatoires |
| Saison  | Équipe                       | Ligue | PJ | B                | A                | Pts              | Pun              | PJ               | B | A                    | Pts                  | Pun                  |                      |                      |
| 1966-67 | Université du Dakota du Nord | WCHA  | 29 | 15               | 3                | 18               | 18               | -                | - | -                    | -                    | -                    |                      |                      |
| 1967-68 | Université du Dakota du Nord | WCHA  | 33 | 12               | 8                | 20               | 10               | -                | - | -                    | -                    | -                    |                      |                      |
| 1968-69 | Université du Dakota du Nord | WCHA  | 29 | 16               | 13               | 29               | 8                | -                | - | -                    | -                    | -                    |                      |                      |
| 1969-70 | Blazers de Syracuse          | EHL   | 28 | 7                | 13               | 20               | 14               | -                | - | -                    | -                    | -                    |                      |                      |
| 1969-70 | Rockets de Jacksonville      | EHL   | 74 | 29               | 39               | 68               | 22               | 4                | 2 | 0                    | 2                    | 4                    |                      |                      |
| 1970-71 | Rockets de Jacksonville      | EHL   | 69 | 13               | 35               | 48               | 21               | -                | - | -                    | -                    | -                    |                      |                      |
| 1971-72 | Rockets de Jacksonville      | EHL   | 6  | 2                | 1                | 3                | 9                | -                | - | -                    | -                    | -                    |                      |                      |